# أولي هولمكويست
بيرت أولاف «أولي» هولمكويست (بالسويدية: Bert Olav Holmquist)‏ (15 نوفمبر 1936 - 26 مارس 2020) عازف ترومبون، سويدي.

## حياته
كان نشطًا في المجال الفني في الساحة الموسيقية الأوروبية منذ عقد الستينيات. اعتمد على نفسه في تعلم عزف الموسيقى، حيث تولى أولا عزف التوبا، ثم وجه اهتمامه لتعلم العزف على أنواع أخرى من الترومبون. بدأ مسيرته الموسيقية مع فرقة راديو السويد في عام 1963، كما عمل مع موسيقين أمثال بيورن أولفايوس وبيني أندرسون، اللذين أصبحا لاحقًا عضوين في فرقة آبا الموسيقية، كما عمل مع الموسيقي الأمريكي كوينسي جونز. خلال حياته؛ قام بجولات موسيقية وقام بتسجيل أعمال موسيقية مع العديد من الفنانين والفرق الفنية الموسيقية، مثل؛ كاي وارنر، وجيري لويس.

## وفاته
توفي هولمكويست في تاريخ 26 مارس 2020، بعد معاناته من مرض الزهايمر وإصابته بمرض فيروس كورونا 2019.

## روابط خارجية
- أولي هولمكويست على موقع ميوزك برينز (الإنجليزية)
- أولي هولمكويست على موقع أول ميوزيك (الإنجليزية)
- أولي هولمكويست على موقع ديسكوغز (الإنجليزية)

- أولي هولمكويست التسجيلات من ديسكاغز.كوم